# Latschenhochmoor und Streuwiese südöstlich Preising

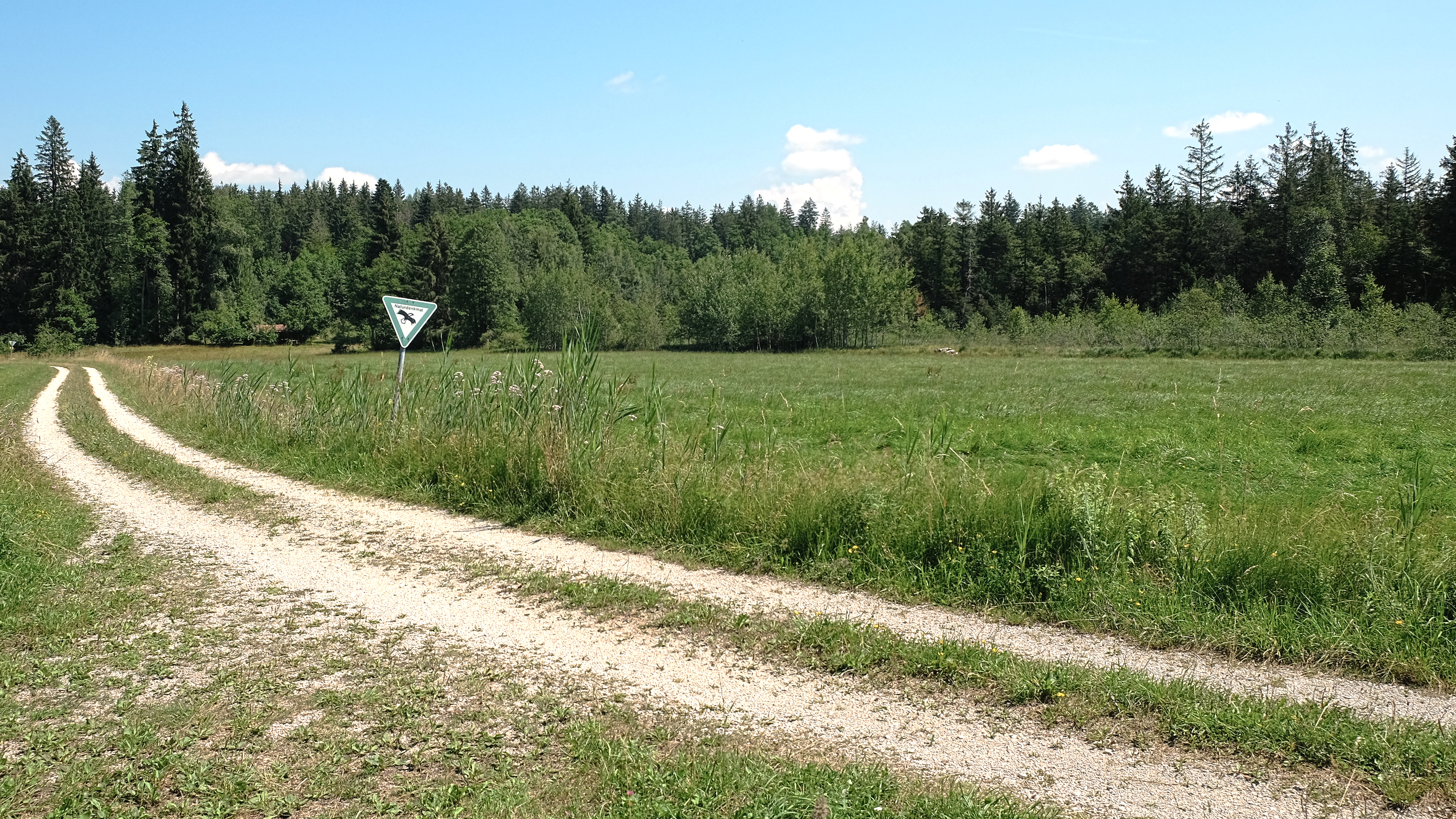
Latschenhochmoor und Streuwiese südöstlich Preising

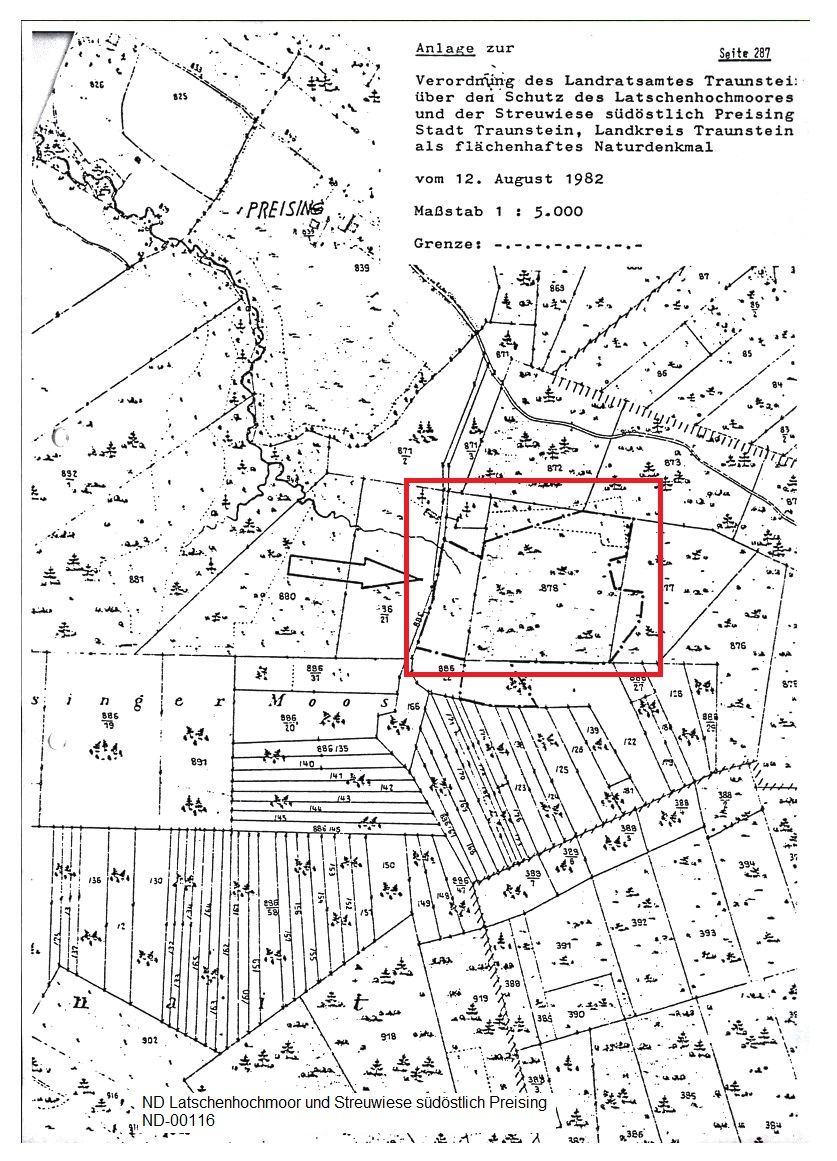
Lageplan Amtsblatt

Das Latschenhochmoor und Streuwiese südöstlich Preising in der Stadt Traunstein ist ein 4,72 ha großes flächenhaftes Naturdenkmal im Landkreis Traunstein.
Es erhielt im August 1982 durch Verordnung des Landratsamtes Traunstein den Schutzstatus und wird vom Bayerischen Landesamt für Umwelt unter der Nummer ND-00116 gelistet.

## Schutzzweck
Das Latschenhochmoor und die Streuwiese südöstlich Preising sind als  flächenhaftes Naturdenkmal zu schützen, da ihre Erhaltung wegen ihrer Eigenart, ihrer ökologischen, wissenschaftlichen, entstehungsgeschichtlichen, floristischen und faunistischen Bedeutung im öffentlichen Interesse liegt.